# Joseph Yegba Maya
Joseph Yegba Maya, dit Joseph ou Zé, né le 8 avril 1944 à Otélé, est un footballeur international camerounais. Il joue au poste d'attaquant du début des années 1960 au milieu des années 1970.
Il fait la majorité de sa carrière sous les couleurs de l'Olympique de Marseille dont il est l'un des joueurs emblématiques.

## Biographie
Yegba Maya joue en première division camerounaise sous ère coloniale, au Dragon Club de Yaoundé lorsqu'il émigre à Marseille en 1960 à l'âge de seize ans. Il est alors mécanicien à la SNCF comme son père et son frère, et joue en amateur dans le club marseillais du Gallia Chutes-Lavie.
En 1962, il rejoint l'Olympique de Marseille, alors en deuxième division, après avoir été repéré lors d'un match de Coupe de Provence contre la réserve de l'OM. Il y reste huit saisons, participant à la remontée du club en première division en 1966, au début de l' « ère Leclerc ». Joueur puissant, parfois maladroit, mais ayant un sens du but inné, il inscrit 113 buts (cinquième meilleur buteur de l'histoire du club) en 236 matches  sous le maillot blanc. C'est lui qui inscrit le second des deux buts qui permettent à l'OM de remporter la Coupe de France de football en 1969 aux dépens des Girondins de Bordeaux. Défait lors du Challenge des champions 1969, il fait sa dernière saison en 1969-1970, inscrivant un quintuplé en une seule mi-temps contre le Red Star en mars 1970.
Il est échangé en 1970 avec le jeune valenciennois Daniel Leclercq et il joue à l'US Valenciennes jusqu'en 1973 où il marque encore 61 buts en trois saisons. Puis il va au RC Strasbourg de 1973 à 1975. Il termine sa carrière à AS Béziers en 1976 où le rejoint son jeune frère Martin Maya, également footballeur.

## Palmarès
Olympique de Marseille
- Coupe de France (1) :
  - Vainqueur : 1968-69.

- Championnat de France :
  - Vice-champion : 1969-70.

- Championnat de France D2 :
  - Vice-champion : 1965-66.

- Challenge des champions :
  - Finaliste : 1969.

 US Valenciennes-Anzin
- Championnat de France D2 (1) :
  - Champion : 1971-72.

 Cameroun
- Coupe d'Afrique des nations :
  - Troisième : 1972.

## Statistiques
- 25 sélections en équipe du Cameroun[1] de 1964 à 1974
- 238 matches et 124 buts marqués en Division 1

## Sources
- Alain Pécheral, La Grande histoire de l'OM (Des origines à nos jours), L'Équipe, 2007. cf. notice sur le joueur, page 463.